# Еберс Борис Мойсейович
Борис Мойсейович Е́берс (нар. 15 серпня 1889, Одеса — пом. 11 листопада 1971, Одеса) — український радянський живописець; член Спілки радянських художників України з 1945 року.

## Біографія
Народився 15 серпня 1889 року в місті Одесі (нині Україна). 1911 року закінчив Одеське художнє училище, де його викладачами зокрема були Киріак Костанді та Геннадій Ладиженський; протягом 1911—1914 років навчався в Петербурзькій академії мистецтв у Івана Творожникова.
Працював в Одесі: у 1920-х роках — у «Вікнах ЮгРОСТА»; у 1925—1930 роках — на кінофабриці; у 1930—1935 роках — у кінотеатрах; у 1936—1941 роках — у майстернях Художнього фонду; з 1946 року — викладачем художнього училища. Помер в Одесі 11 листопада 1971 року.

## Творчість
Працював в галузі станкового живопису. Серед робіт:
- «Колгоспниця» (1935);
- «Квіти» (1935);
- «Море» (1935);
- «Літній вечір» (1935);
- «Міський сад» (1935);
- «Одеський порт» (1935);
- «На рейді» (1935);
- «Портрет жінки в блакитному» (1935);
- «Вулиця в Одесі» (1937);
- «У порту» (1948);
- «Вугільна гавань» (1948);
- «Біля причалу» (1949);
- «Відлига» (1954).

Брав участь у обласних виставках з 1933 року, республіканських — з 1937 року.
Деякі полотна художника зберігаються в Одеському історико-краєзнавчому музеї.